# Strømsør Fjellgård
Strømsør Fjellgård  är ett byggnadsminne och ett friluftmuseum i Østerdalen i Bardu kommun. Det ingår i Midt-Troms Museum.
Strømsør Fjellgård är den enda bevarade fjällgården i Troms fylke. Den ligger på 275–300 meters höjd. 
Bardu kommun köpte byggnaderna 1994. Gården är ett byggnadsminne. 

## Byggnader idag
- Manbyggnaden är byggd i två våningar i tre etapper, de två första 1886.
- Visthusboden är en liten byggnad från tiden före 1886, som delvis är nedgrävd i marken.  Maten håller sig kall här varma dagar.
- Smedjan är en liten envåningsbyggnad av björk. Skorsten och ässja är murade av gråsten.
- Det ursprungliga härbret monterades ned under andra världskriget och användes som bostadshus i Setermoen. Det härbre som nu står på gården flyttades dit från Sørreisa 1992, men lär ursprungligen stått i Bardu.
- Ladugårdslängan är en lång tvåvåningsbyggnad, som är sammanbyggd av flera olika enheter: kreatursladugård, svinstall och häststall. Svinstallet byggdes om 1992, men i övrigt är ladugårdslängan från 1800-talet.

## Numera rivna byggnader
- Kornlada, vars grund är synlig söder om härbret
- Sommarladugård, av vilken ruinen finns i övre delen av gårdstunet
- Brunnshus. Rester kan ses i backen norr om tunet. Vatten var indraget till ladugården, men bars till bostadshuset.